# Basketbalový klub Opava
Il B.K. Opava è una società cestistica, avente sede a Opava, nella Repubblica Ceca. Fondata nel 1945, gioca nel campionato ceco.

## Palmarès
- Campionato ceco: 5

1996-1997, 1997-1998, 2001-2002, 2002-2003, 2022-2023
- Coppa della Repubblica Ceca: 6

1997, 1998, 1999, 2001, 2003, 2022